# Coniandreae
Coniandreae es una tribu de plantas perteneciente a la familia Cucurbitaceae. El género tipo es: Coniandra Schrad., con los siguientes géneros:

## Géneros
- Aechmandra Arn. = Kedrostis Medik.
- Anguria Jacq. = Psiguria Neck. ex Arn.
- Anguriopsis J. R. Johnst. = Doyerea Grosourdy
- Apodanthera Arn.
- Bambekea Cogn.
- Bryonopsis Arn. = Kedrostis Medik.
- Calyptrosicyos Keraudren = Corallocarpus Welw. ex Benth. & Hook. f.
- Cedrostis Post & Kuntze, = Kedrostis Medik.
- Cerasiocarpum Hook. f. = Kedrostis Medik.
- Ceratosanthes Burm. ex Adans.
- Coniandra Schrad. = Kedrostis Medik.
- Corallocarpus Welw. ex Benth. & Hook. f.
- Cucurbitella Walp.
- Cyrtonema Schrad. = Kedrostis Medik.
- Dendrosicyos Balf. f.
- Dieterlea E. J. Lott = Ibervillea Greene
- Dieudonnaea Cogn. = Gurania (Schltdl.) Cogn.
- Doyerea Grosourdy
- Eureiandra Hook. f.
- Euryandra Hook. f., = Eureiandra Hook. f.
- Gijefa (M. Roem.) Post & Kuntze = Kedrostis Medik.
- Gurania (Schltdl.) Cogn.
- Guraniopsis Cogn. = Apodanthera Arn.
- Halosicyos Mart. Crov.
- Helmontia Cogn.
- Ibervillea Greene
- Kedrostis Medik.
- Maximowiczia Cogn. = Ibervillea Greene
- Melothrianthus Mart. Crov.
- Pisosperma Sond. = Kedrostis Medik.
- Prasopepon Naudin = Cucurbitella Walp.
- Psiguria Neck. ex Arn.
- Ranugia (Schltdl.) Post & Kuntze = Gurania (Schltdl.) Cogn.
- Rhynchocarpa Schrad. ex Endl. = Kedrostis Medik.
- Schizostigma Arn. = Cucurbitella Walp.
- Seyrigia Keraudren
- Toxanthera Hook. f. = Kedrostis Medik.
- Trochomeriopsis Cogn.
- Tumamoca Rose
- Wilbrandia Silva Manso